# Huxer
Huxer war eine Familie, die in Danzig und weiteren Städten im Ostseeraum einige Bürgermeister, Ratsherren und andere Persönlichkeiten hervorbrachte.

## Geschichte
Seit dem 14. Jahrhundert sind Personen mit diesem Namen im norddeutschen Raum bekannt. Zwischen 1360 und 1540 gab es Ratsherren und Bürgermeister in Elbing, Thorn, Danzig und Altstadt Königsberg. Es ist meist nicht genau bekannt, in welchen verwandtschaftlichen Beziehungen diese konkret zueinander standen.
(Auch in Wismar, Lübeck, Stralsund, Havelberg und weiteren Orten gab es Personen mit diesem Namen.)

## Persönlichkeiten
Elbing
- Albrecht Huxer d. Ä., 1361 Ratsherr[1]
- Albrecht Huxer d. J. († 1407), Kaufmann, mit Beziehungen nach Lübeck[2]
- Arnold Huxer († 1446), wurde Domherr und Dompropst in Frauenburg (siehe unten)

Danzig
- Hermann Huxer, 1365 Bürgerrecht[3]
- Berthold Huxer, 1365 Bürgerrecht
- Tideman Huxer (d. Ä., um 1360–nach 1420), 1382 Kaufmann, Reeder und später Bürgermeister
- Hinrik Huxer (um 1400–nach 1434), stammte aus Wismar, Bruder von Tidemann Huxer (d. J., um 1400–vor 1434) und Vormund von dessen Kindern[4]
- Albrecht Huxer († 1450), Kaufmann und Schöffe
- Albrecht Huxer († 1456), Bürgermeister, Sohn von Tidemann Huxer d. Ä.?
- Maria Huxer, Tochter von Tidemann Huxer d. Ä.?, heiratete Heinz von Waldstein, Sohn des Hochmeisters Heinrich von Plauen
- Anton Huxer (* um 1450), 1471 Student in Krakau
- Ulrich Huxer († 1539), Kaufmann und Ratsherr

Reval
- Hinrich Huxer, um 1407 Mitstifter des Brigittenklosters (Pirita)
- Johannes Huxser, 1494 Kanzler des Bischofs von Reval[5]

Thorn
- Johann Huxer, 1435 Bürgermeister, im Preußischen Bund aktiv[6]

Altstadt Königsberg
- Bartholt Huxer, 1435/39 Bürgermeister[7]
- Bartholt Huxer, 1441 Ratsherr
- Hans (Johann) Huxer, um 1451 Ratsherr, verheiratet mit Margarethe
- ... Huxer, 1453 Bürgermeister[8]
- Johannes Huxer, 1499 Ratsherr

Frauenburg
- Arnold Huxer († 1446), stammte aus Elbing, seit etwa 1403 Candidat im Domkapitel, später Dompropst und Domkustos, Grabplatte im Dom erhalten[9][10]

## Weitere Personen
- Caspar Huxer (1552–1628), deutscher Münzmeister